# Адольфо-Гонсалес-Чавес
Адольфо-Гонсалес-Чавес (исп. Adolfo Gonzales Chaves) — город в Аргентине в провинции Буэнос-Айрес. Административный центр муниципалитета Адольфо-Гонсалес-Чавес.

## История
В 1872 году Адольфо Гонсалес Чавес (будущий вице-губернатор провинции Буэнос-Айрес) приобрёл в этих местах землю и создал ранчо.
В 1886 году было решено провести через эти места железную дорогу до населённого пункта Трес-Арройос. Адольфо Гонсалес Чавес пожертвовал часть земли своего ранчо для строительства промежуточной железнодорожной станции, которая была названа в его честь.
20 июня 1906 года было официально основано поселение, получившее название Адольфо-Гонсалес-Чавес.
В 1916 году из частей земель муниципалитетов Бенито-Хуарес, Некочеа и Трес-Арройос был создан муниципалитет Адольфо-Гонсалес-Чавес.
28 октября 1960 года поселение Адольфо-Гонсалес-Чавес получило статус города.